# Nicolaas I van Opole
Nicolaas I van Opole (circa 1424 - 3 juli 1476) was vanaf 1437 hertog van Opole, vanaf 1450 hertog van Brieg, vanaf 1451 hertog van Kreuzburg en vanaf 1460 hertog van Strehlitz, Falkenberg en Rosenberg. Hij behoorde tot de Silezische tak van het huis Piasten.

## Levensloop
Nicolaas I was de vierde en jongste zoon van hertog Bolko IV van Opole en diens echtgenote Margaretha, vermoedelijk een lid van het huis Görz.
Toen zijn vader in 1437 stierf, was Nicolaas nog minderjarig en werd hij onder de voogdij van zijn oudere broers Bolko V de Hussiet en Jan I geplaatst. In 1439 overleed zijn oudste broer Jan onverwacht zonder nageslacht, waarna Nicolaas het volledige hertogdom Opole erfde. In 1443 schonken zijn neven, hertog Jan I van Lüben en hertog Hendrik X van Haynau, hem in borg het hertogdom Brieg. Om onbekende redenen gaven zijn neven in 1447 de borg over het hertogdom Brieg door aan ridder Hendrik Stoschow. Een nieuwe regeling die op 11 april 1450 afgesloten werd, zorgde er echter voor dat Nicolaas I het hertogdom Brieg definitief kreeg toegewezen.
In 1450 werd zijn rijk nog verder uitgebreid toen zijn oom Bernard Nicolaas de rechten over zijn deel van Opole gaf in ruil voor een lening en in 1351 schonk Bernard hem het district Kreuzburg. Toen zijn oudste broer Bolko V de Hussiet in 1460 kinderloos stierf, erfde hij diens bezittingen: de hertogdommen Strehlitz, Falkenberg en Rosenberg. Om de erfenis van zijn broer te bemachtigen, moest Nicolaas I zijn rechten verdedigen tegenover de Boheemse koning George van Podiebrad, die als leenheer claimde dat Bolko's gebieden moesten terugkeren naar de Boheemse kroon. Uiteindelijk werd er op 16 augustus 1460 een overeenkomst getekend: Nicolaas mocht de hertogdommen Strehlitz, Falkenberg en Rosenberg besturen op voorwaarde dat hij zijn claims op het hertogdom Troppau liet vallen.
Kort daarna had hij problemen met hertog Jan IV van Auschwitz, die eiste dat Nicolaas I de schulden die zijn schoonvader, hertog Lodewijk II van Brieg, tegenover Jan had terugbetaalde. Toen Nicolaas I weigerde, beval Jan IV om de stad Leschnitz te veroveren. In samenwerking met de burgerij van de stad Breslau, slaagde Nicolaas er op 6 oktober 1460 in om de troepen van Jan IV uit Leschnitz te verdrijven. Het jaar daarop, in 1461, schonk hij zijn schoonzus Hedwig (de weduwe van zijn oudste broer Bolko V de Hussiet) allerlei voordelen in ruil voor haar abdicatie in de gebieden die ze van Bolko V had geërfd. Op 3 juni 1462 beëindigde Nicolaas I eveneens het langdurige conflict met de lokale kerk door hen de goederen terug te geven die door Bolko V in beslag waren genomen.
In 1463 kende Nicolaas opnieuw problemen toen hertog Hendrik IX van Glogau zijn rechten op de erfenis van zijn grootvader, hertog Wladislaus II van Opole, liet gelden. Met de steun van de burgerij van Breslau probeerde Nicolaas vervolgens gewapend verzet te beginnen tegen Hendrik IX, maar op 29 april 1464 sloot hij een verdrag met Hendrik IX. Hierbij liet Hendrik IX zijn rechten op het hertogdom Opole vallen op voorwaarde dat Nicolaas een enorme geldsom van 14.000 Hongaarse gulden betaalde. Hetzelfde jaar beëindigde Nicolaas ook het conflict met het bisdom Wrocław door de stad Ujest terug te geven, die door zijn broer Bolko V veroverd was.
Op 1 september 1466 probeerden Nicolaas en enkele andere Silezische hertogen om de Hussitische koning George van Bohemen te verzoenen met het bisdom Breslau en paus Paulus II. Nadat het bisdom Breslau en de paus deze verzoening verwierpen, maakte George op 23 december bekend een oorlog tegen Breslau te beginnen. In dit nieuwe conflict was Nicolaas weinig betrokken.
Op 8 juni 1469 legde Nicolaas een eed van trouw af tegenover de nieuwe Boheemse koning Matthias Corvinus, tevens koning van Hongarije. De pogingen van Nicolaas om de neutraal te blijven in de oorlog tussen Matthias Corvinus en koning Casimir IV van Polen mislukten in 1471 en onder druk van Matthias Corvinus leidde Nicolaas in 1473 een militaire expeditie tegen hertog Wenceslaus III van Rybnick, een bondgenoot van het koninkrijk Polen. Als antwoord vielen Poolse troepen in 1474 het hertogdom Opole binnen en werd het grotendeels vernietigd. Nicolaas moest zelfs onder bescherming van het Hongaarse leger naar Breslau vluchten. Tussen 1469 en 1472 voerde hij dan weer een succesvol dispuut met zijn schoonzoon, hertog Przemysław van Tost, om het bezit van de stad Laband.
Nicolaas overleed in juli 1476 en werd daarna bijgezet in het franciscanenklooster van Opole.

## Huwelijk en nakomelingen
In februari 1442 huwde Nicolaas met Magdalena (circa 1430 - 1497), dochter van hertog Lodewijk II van Brieg. Ze kregen tien kinderen:
- Margaretha (circa 1450 - voor 1472), huwde in 1463 met hertog Przemysław van Tost
- Lodewijk (circa 1450 - 1476), hertog van Opole
- Elisabeth (circa 1452 - 1507), abdis in het Sint-Claraklooster van Breslau
- Jan II (circa 1460 - 1532), hertog van Opole
- Nicolaas II (circa 1462 - 1497), hertog van Opole
- Magdalena (circa 1463 - 1501), huwde in 1478 met hertog Jan V van Ratibor
- Catharina (overleden in 1507), zuster in het Sint-Claraklooster van Breslau
- Bolesław (jong gestorven)
- Bernard (jong gestorven)
- Elekta (overleden na 1507), zuster in het Sint-Claraklooster van Breslau